# ウォーロック

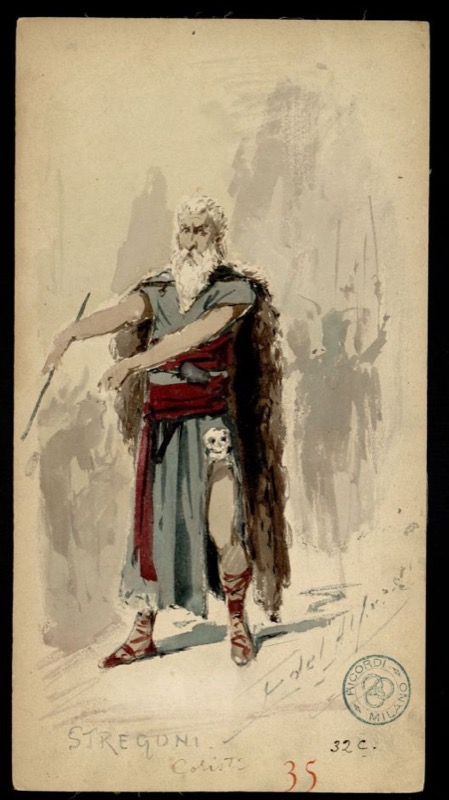
オペラ『メフィストフェーレ』におけるウォーロックの衣装デザイン。

ウォーロック（英: warlock）とはウィッチクラフトを行う男性である。

## 語源
ウォーロックの語源として最も広く受け入れられている単語は、古英語の ƿǣrloga である。
ƿǣrloga は「誓いを破る者」・「騙す/裏切る者」を意味していたが、西暦1000年前後には特に「悪魔」を指す語として転用されるようになった。
この語が男性のウィッチを指して用いられるようになったのは、近世のスコットランドにおいての事である（ウィッチという語は元来は性を問わなかったが、歴史的には主に女性を指して使用されてきた）。この男性ウィッチを指す用法は、ウォルター・スコットの著作を通じてスコットランド外にも流布して行った。
この他、古ノルド語の varð-lokkur (精霊を呼ぶ者) にその由来を求める説もある。しかしこの varð-lokkur という語自体の用例は殆ど確認されておらず、また「ック」という子音はウォーロックの古形にあたる英単語には存在しないにもかかわらず varð-lokkur はこれを含んでいる。以上の理由からオックスフォード英語辞典はこの説に対して否定的な立場を取っている。

## 歴史
近世スコットランドにおける魔女裁判の犠牲者の大部分は女性であったが、その中には「ウォーロック」であるとして処刑される男性もあった。
ジョン・ネイピアは若い頃占いやオカルトに関心を抱いていたため、ウォーロックや魔術師であると捉えられることがしばしばあったが、その高い地位のおかげで告発される事はなかったとされる。